# Atari SA
Atari SA (anteriormente Infogrames Entertainment SA) é uma holding francesa de jogos eletrônicos com sede em Paris. Outrora uma das maiores empresas de jogos eletrônicos do mundo por meio de uma política de aquisições sob a Infogrames, a Atari SA lidou com pressões contínuas e dificuldade em encontrar investidores, o que levou a empresa a buscar proteção contra falência sob a lei francesa em janeiro de 2013, enquanto as subsidiárias nos Estados Unidos também buscaram proteção contra falência sob o Capítulo 11. Desde 2020, a empresa teve uma reestruturação com um novo foco em lidar com relançamentos de títulos mais antigos e a aquisição de empresas que lidam com o relançamento de jogos eletrônicos, principalmente abandonware.
Em 2024, a Atari SA era composta por quatro divisões principais - Atari, Nightdive Studios, Digital Eclipse e Infogrames, além dos sites MobyGames e AtariAge. Por meio dessas divisões, bem como das subsidiárias Atari Interactive e Atari, Inc., a empresa detém os direitos de muitos jogos eletrônicos de empresas como Accolade, GT Interactive, M Network e Intellivision.

## Subsidiárias
| Nome                | Localização                 | Fundação | Aquisição | Ref.   |
| ------------------- | --------------------------- | -------- | --------- | ------ |
| AtariAge            | Estados Unidos              | 1998     | 2023      | [ 3 ]  |
| Atari Europe SASU   | Lyon, França                | 1992     | —         | [ 4 ]  |
| Atari, Inc.         | Nova Iorque, Estados Unidos | 1993     | 1999      | [ 2 ]  |
| Atari Interactive   | Nova Iorque, Estados Unidos | 1995     | 2001      | [ 5 ]  |
| Atari Japan KK      | Japão                       | 2000     | —         | [ 6 ]  |
| Atari VCS, LLC      | Estados Unidos              | 2017     | —         | [ 7 ]  |
| Digital Eclipse     | Emeryville, Estados Unidos  | 1992     | 2023      | [ 8 ]  |
| GT Interactive, LLC | Nova Iorque, Estados Unidos | 2023     | —         | [ 9 ]  |
| Infogrames, LLC     | Los Angeles, Estados Unidos | 2024     | —         | [ 10 ] |
| MobyGames           | Estados Unidos              | 1999     | 2022      | [ 11 ] |
| Nightdive Studios   | Vancouver, Estados Unidos   | 2012     | 2023      | [ 12 ] |